# Eduard Mörike
Eduard Mörike (Ludwigsburg, 8 de septiembre de 1804-Stuttgart, 4 de junio de 1875) fue un escritor alemán perteneciente al Biedermeier y a la Escuela poética suaba.

## Vida y obra

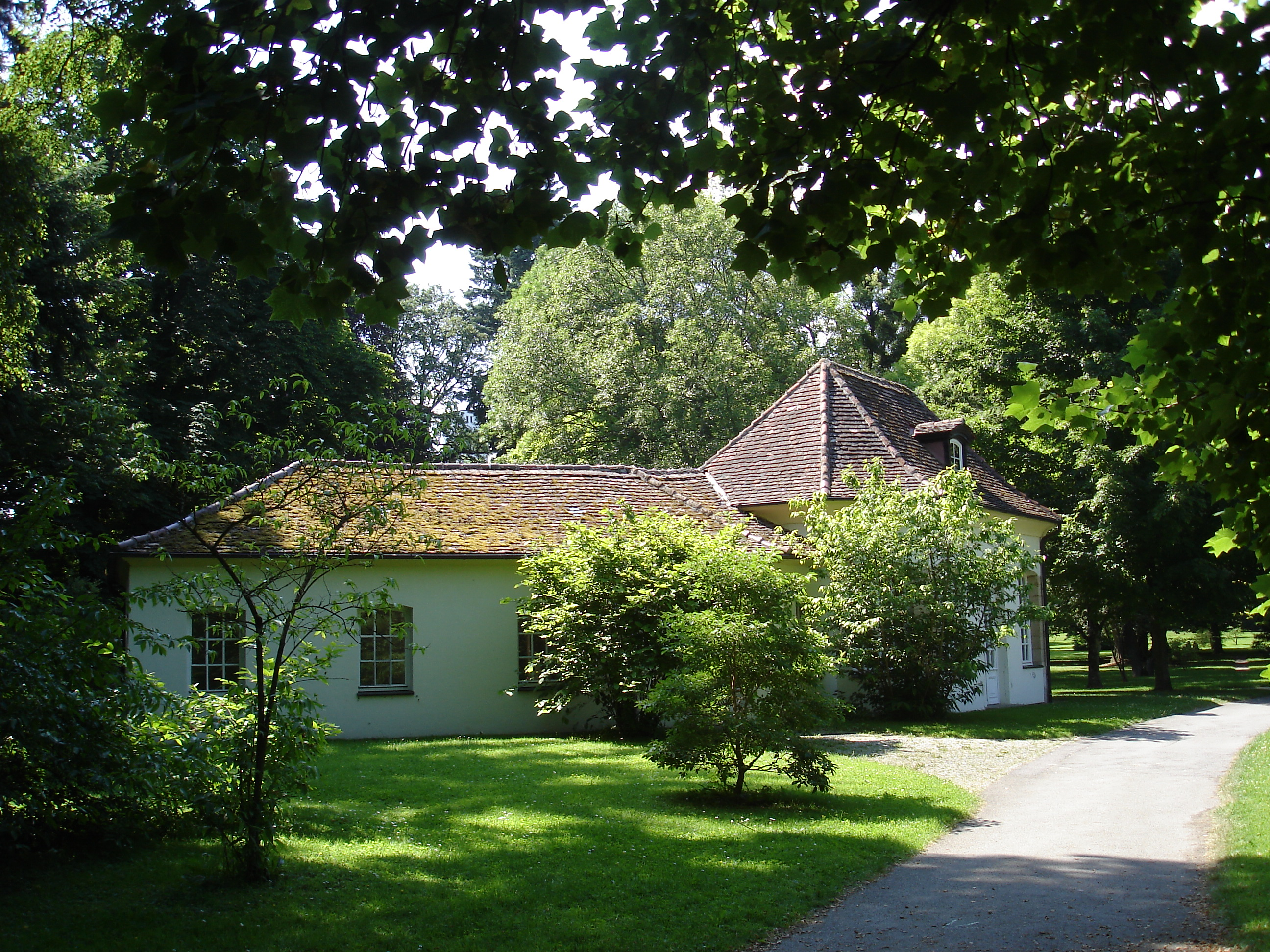
El llamado "Wirtshaus zur Stadt Rom" en el parque del palacio de Hohenheim.

Tras acabar sus estudios de teología, trabajó durante ocho años en diferentes lugares como vicario, hasta que en 1834 obtuvo un cargo de pastor en la pequeña parroquia suaba de Cleversulzbach. Pero ya con 39 años, enfermizo y tendente a la supersensibilidad hipocondríaca, se retiró anticipadamente. Fue profesor de literatura en un colegio femenino en Stuttgart.
Sus hermosos poemas de amor y la alegre musicalidad de sus versos contrastan con las condiciones externas de su vida y con sus relaciones con las mujeres. Se mantuvo alejado de las discusiones de actualidad política. 
Durante su tiempo de estudios en Tubinga inventó con un amigo el país de ensueño Orplid, que era, como escribió después en El pintor Nolten, “una esfera propia de poesía”, el sueño de la reconciliación entre la realidad y la poesía. Algo de este sueño de la “ingenuidad” primigenia se mantuvo en su poesía, aunque con la conciencia de que era trabajo de recuerdo.
En 1838 aparecieron reunidos por primera vez en un volumen sus poemas, en parte ya aparecidos en revistas. El volumen fue ampliado varias veces hasta su cuarta edición en 1867. En su lírica con temática de la naturaleza, preferentemente las transiciones de los momentos del día, convirtió las imágenes de la naturaleza en movimiento, que simboliza también el sentimiento del amor realizado o perdido. La naturaleza es personificada hasta el punto de que en Una hora antes del día, una golondrina narra la infidelidad del amado.
Los compositores Robert Schumann, Johannes Brahms y Hugo Wolf compusieron canciones con textos poéticos de Mörike.